# Bobo Brazil
Pour les articles homonymes, voir Brazil.
Houston Harris (né le 15 juillet 1924 – décédé le 20 janvier 1998) est un catcheur américain. Principalement connu sous le nom de ring de Bobo Brazil, il a été le premier catcheur afro américain à être considéré comme étant plus qu'un faire valoir et a notamment remporté en 1962 le championnat du monde poids-lourds de la National Wrestling Alliance (NWA) face à Buddy Rogers, mais n'a pas été reconnu officiellement. Souvent considéré comme le Jackie Robinson (premier Afro-Américain à jouer en ligue professionnelle de baseball avec des Blancs) du catch, il a été introduit au Hall of Fame de la World Wrestling Federation (World Wrestling Enterainment depuis 2002) en 1994 et est membre du Professional Wrestling Hall of Fame and Museum depuis 2008 et du Hall of Fame de la NWA (en) depuis 2013.

## Jeunesse
Harris est né à Little Rock et il est le troisième fils d'une famille de six enfants. Ses parents ont quitté l'Arkansas pour la région des Grands Lacs et après avoir vécu à East St. Louis ils se sont installés à Benton Harbor dans le Michigan. Son père est décédé quand il a eu sept ans et il vécut avec les autres membres de sa famille dans une ferme près de Benton Harbor.

## Carrière de catcheur (1948-1994)
À la fin des années 1940, alors qu'il travaille dans une aciérie il rencontre Joe Savoldi, un catcheur devenu promoteur, qui décide de l'entraîner,. Il est alors annoncé sous le nom de Houston Harris « The Black Panther » et fait son premier match le 29 mars 1948 qui se conclut sans vainqueur après avoir atteint la limite de temps face à Armand Myers.
Au début des années 1950, il adopte le nom de ring de Bubu Brazil qui devient ensuite Bobo Brazil et arrive sur le ring avec une cape en satin. Grâce à la diffusion des spectacles de catch à la télévision, il commence à acquérir une notoriété au-delà du Michigan.